# Женска репрезентација Србије у рукомету на песку
Женска репрезентација Србије у рукомету на песку представља Србију у међународним такмичењима у рукомету на песку и под контролом је Рукометног савеза Србије. ИХФ и ЕХФ третирају репрезентацију Србије као наследницу репрезентација СЦГ и СРЈ.
Највећи успех репрезентација је остварила на ЕП у Кадизу 2002. године освајањем бронзане медаље.

## Резултати репрезентације

### Европска првенства
| Година                  | Коло             | ИГ | П  | ИЗ | С+ | С- |
| ----------------------- | ---------------- | -- | -- | -- | -- | -- |
| Гаета, 2000.            | 4. место         | 9  | 4  | 5  | 10 | 10 |
| Кадиз, 2002.            | 3. место         | 8  | 6  | 2  | 13 | 5  |
| Аланија, 2004.          | 12. место        | 11 | 4  | 7  | 12 | 14 |
| Куксхавен, 2006.        | 11. место        | 11 | 5  | 6  | 10 | 14 |
| Мисано Адриатико, 2007. | 9. место         | 11 | 4  | 7  | 9  | 16 |
| Ларвик, 2009.           | Није учествовала | -  | -  | -  | -  | -  |
| Умаг, 2011.             | 11. место        | 11 | 4  | 7  | 10 | 17 |
| Укупно                  | 6/7              | 61 | 27 | 34 | 64 | 76 |

### Светска првенства
| Година            | Коло             | ИГ | П | ИЗ | С+ | С- |
| ----------------- | ---------------- | -- | - | -- | -- | -- |
| Ел Гуна, 2004.    | Није учествовала | -  | - | -  | -  | -  |
| Копакабана, 2006. | Није учествовала | -  | - | -  | -  | -  |
| Кадиз, 2008.      | 8. место         | 7  | 3 | 4  | 8  | 10 |
| Анталија, 2010.   | Није учествовала | -  | - | -  | -  | -  |
| Маскат, 2012.     | Није учествовала | -  | - | -  | -  | -  |
| Укупно            | 1/5              | 7  | 3 | 4  | 8  | 10 |

## Састав репрезентације на EП 2011.
| Број | Име и презиме               | Датум рођења      | Клуб                    |
| ---- | --------------------------- | ----------------- | ----------------------- |
| 6    | Кристина Георгијев (голман) | 14. август 1991.  | ЖРК Раднички Крагујевац |
| 16   | Тамара Павловић (голман)    | 31. јул 1990.     | ОРК Београд             |
| 5    | Милена Кокорешковић         | 3. новембар 1989. | ЖРК Црвена звезда       |
| 7    | Тања Богосављевић           | 24. април 1989.   | ЖРК Црвена звезда       |
| 13   | Јелена Варда                | 5. јануар 1991.   | ОРК Београд             |
| 14   | Марија Тодоровић            | 9. јун 1991.      | ОРК Београд             |
| 15   | Јелена Кострешевић          | 31. мај 1989.     | ОРК Београд             |
| 18   | Даница Стојиљковић          | 1. октобар 1990.  | ОРК Београд             |